# Ansverus

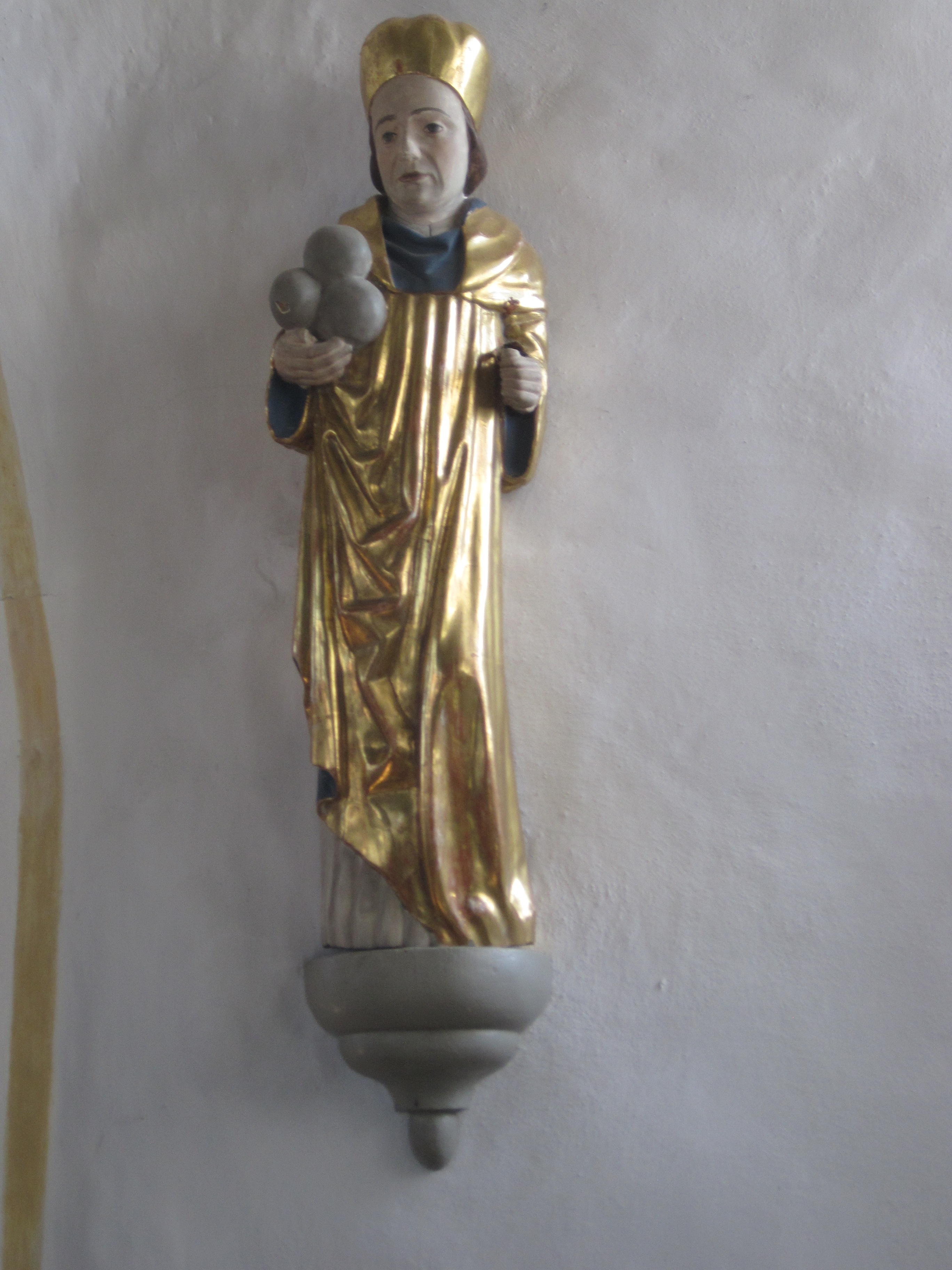
Ansverus-Statue in der Kirche von Ziethen

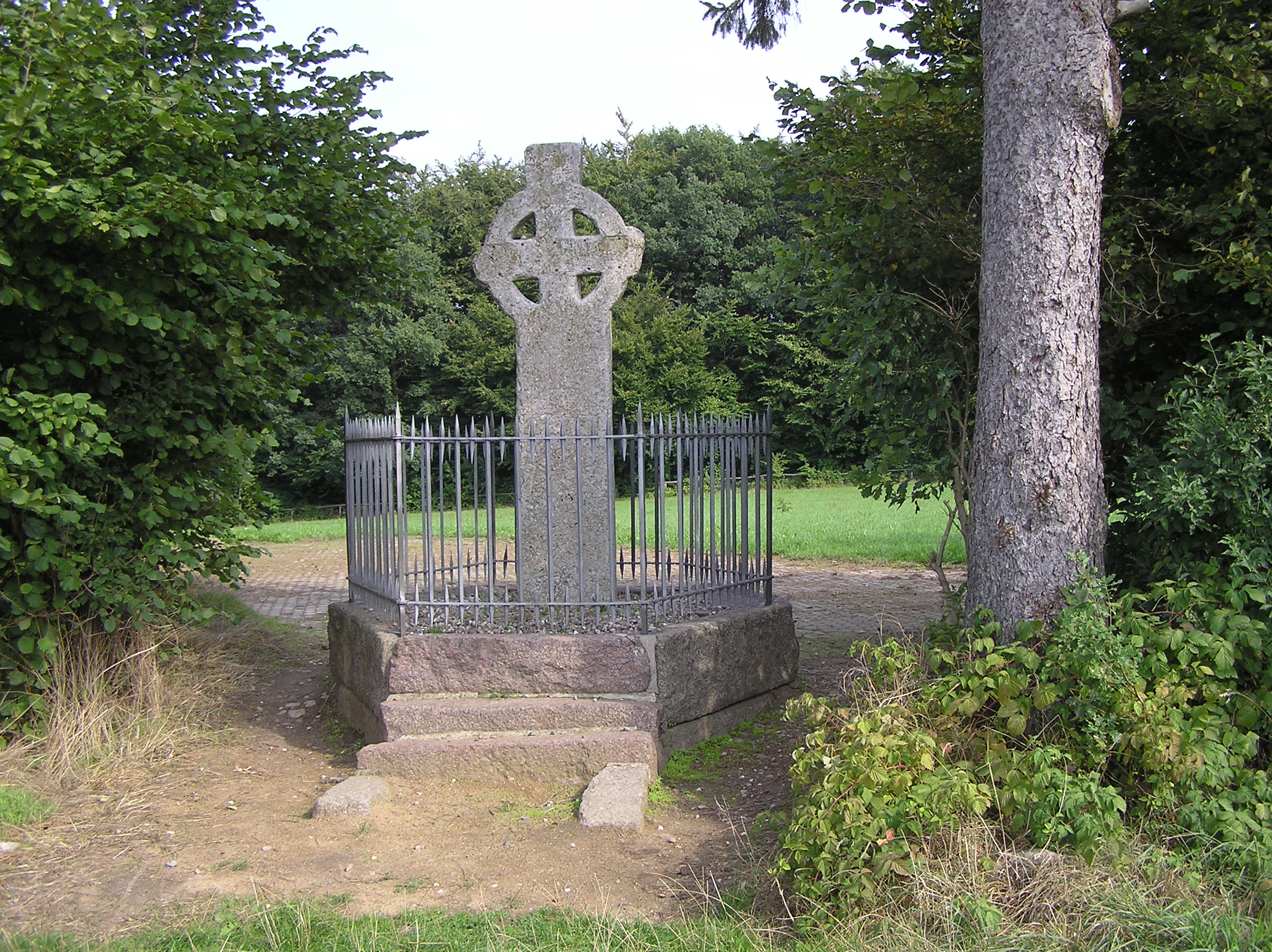
Ansverus-Kreuz bei Einhaus

Ansverus (auch Ansuerus, deutsch Answer) (* 1038 in Schleswig/Haithabu; † 15. Juli 1066 bei Ratzeburg) war ein Benediktinermönch. Er wird in der katholischen Kirche als Heiliger verehrt.

## Leben
Ansverus entstammte einer vornehmen und reichen sächsischen Familie und wurde im christlichen Glauben  erzogen. Als 15-Jähriger reiste er nach einem Traum unter einem Vorwand in das zum Abodritenreich gehörende Ratzeburg, um dort in das Benediktinerkloster St. Georg auf dem Berge einzutreten. Im Kloster wurde er Priester und Mönch mit ernsthafter Ausrichtung nach der Benediktinerregel und starkem missionarischen Einsatz, der einigen Erfolg brachte. 
Die um Ratzeburg seit etwa 300 Jahren ansässigen Polaben verehrten auf der nahen Ratzeburger Insel die Göttin Siva. Im Sommer 1066 erhoben sich die Abodriten gegen ihren christlichen Herrscher Gottschalk. Kirche und Kloster wurden teilweise zerstört, und am 15. Juli wurde der Abt Ansverus mit seinen 18 Mönchen gefangen genommen, nach Einhaus bei Ratzeburg gebracht und dort auf dem Rinsberg durch Steinigung getötet. So starb er im Alter von 28 Jahren als Märtyrer.
Beigesetzt wurde Ansverus zunächst in der Ruine der Kirche St. Georg auf dem Berge. Im Jahre 1170 wurden seine Gebeine in den kurz zuvor fertiggestellten Ratzeburger Dom überführt.
Seit Mitte des 15. Jahrhunderts steht an der vermuteten Stelle der Steinigung bei Einhaus zum Gedenken ein Radkreuz aus gotländischem Kalkstein, das Ansveruskreuz. Seit 1950 findet dort am zweiten Sonntag im September eine Wallfahrt der katholischen Kirche statt.
Eine Bildtafel aus vorreformatorischer Zeit im Altarraum des Ratzeburger Domes stellt das Leben und den Märtyrertod des Ansverus in 12 Bildern mit Unterschriften dar. Bildliche Darstellungen aus unterschiedlichen Zeiten finden sich auch in St. Laurentius in Ziethen bei Ratzeburg und in der Kirche St. Georg auf dem Berge in Ratzeburg.
Ansverus ist Namenspatron der katholischen Kirchengemeinde St. Answer in Ratzeburg und der Pfarrei St. Ansverus mit Sitz in Ahrensburg.